# William Thompson (roer)
William Gluyas "Bill" Thompson (født 19. juli 1908 i Napa, Californien, død 8. februar 1956 i Los Angeles) var en amerikansk roer og olympisk guldvinder.

## Rokarriere
Thompson var med i otteren fra University of California, hvor han var kendt som et muskelbundt med sin 1,90 m og 85 kg. Samme båd repræsenterede USA ved OL 1928 i Amsterdam. Resten af besætningen bestod af Jack Brinck, Frank Frederick, Marvin Stalder, Bill Dally, Jim Workman, Hubert Caldwell, Peter Donlon og styrmand Don Blessing. Der deltog i alt 11 både i konkurrencen, hvor amerikanerne kom i finalen ved at vinde alle deres heats. I finalen mødte de den britiske båd, der havde en nem semifinale uden konkurrenter, og de lagde også bedst fra land, men amerikanerne tog sig sammen og vandt deres tredje OL-guld i træk, mens Storbritannien fik sølv og Canada som tabende semifinalist bronze.

## OL-medaljer
- 1928:  Guld i otter